# George Willis Kirkaldy
George Willis Kirkaldy (Londra, 26 luglio 1873 – San Francisco, 2 febbraio 1910) è stato un entomologo inglese naturalizzato statunitense.

## Biografia
Di origini scozzesi, nacque in un sobborgo di Londra e studiò in Inghilterra. All'età di 30 anni, nel 1903, si trasferì nelle Hawaii, dove lavorò dapprima per conto del Dipartimento dell'Agricoltura degli Stati Uniti d'America (USDA) e in seguito per conto di un'associazione di coltivatori di canna da zucchero.
Nella vita privata, Kirkaldy fu sposato con Annie Brenham e fu padre di due figli, una femmina e un maschio, quest'ultimo morto in età precoce. Lo stesso Kirkaldy morì prematuramente all'età di 37 anni a San Francisco; le fonti non citano la causa della sua morte.

## Opera
L'opera di Kirkaldy si colloca a cavallo fra l'Ottocento e il Novecento nello studio dei Rincoti e, in modo particolare, degli Eterotteri e degli Omotteri Auchenorrinchi. Si occupò in modo particolare dell'entomofauna dell'emisfero orientale (Sud-est asiatico, Australia, Oceania, Nuova Zelanda) e più tardi di quella americana, tuttavia non mancano studi relativi ai Rincoti di altre regioni del mondo e, più in generale, della tassonomia interna dell'ordine. Nell'arco di un ventennio, dal 1899 al 1910, le sue ricerche produssero un'ampia documentazione che si traduce in un significativo, ma in alcuni casi anche discusso, contributo allo sviluppo della sistematica dei Rincoti. Ancora oggi i suoi lavori sono ampiamente citati dagli studiosi degli Eterotteri.
Fra i lavori di maggiore rilievo va citata in particolare la pubblicazione di una ricerca sul The Entomologist del 1904 : con questo lavoro, Kirkaldy, fornì la descrizione di diversi taxa nell'ambito degli Eterotteri ma la pubblicazione l'ha reso famoso anche fuori dai salotti accademici per la singolarità delle scelte fatte nell'attribuzione dei nomi di diversi generi.

## Collezioni
L'entità della collezione entomologica di Kirkaldy, composta da Eterotteri e Omotteri Auchenorrinchi, è incerta ed è frazionata fra diversi musei. Una parte considerevole fu donata al collega José Rollin de la Torre-Bueno, con il quale Kirkaldy collaborò negli ultimi anni della sua vita. La collezione di Kirkaldy fu accorpata a quella di de la Torre-Bueno e conservata a Lawrence nello Snow Museum dell'Università del Kansas. Il resto della collezione è ripartito fra il Bernice P. Bishop Museum di Honolulu (Hawaii), il The Natural History Museum di Londra e il National Museum of Natural History di Washington.

## Una fama singolare
A Kirkaldy è attribuita una particolare fama per la singolarità dei nomi scelti per alcuni generi di Eterotteri. Questi nomi furono costruiti, per la maggior parte, facendo seguire ad un nome di donna (o ad una stringa letterale ad esso riconducibile) la desinenza -chisme. Il risultato, apparentemente irrilevante nel panorama dei nomi scientifici, assume una connotazione goliardica applicando la pronuncia della lingua inglese. La stringa -chisme, infatti, ricorda l'imperativo kiss me ("baciami") e abbinata ad un nome di donna offre un quadro curioso. I nomi dei generi imputati furono definiti nella sopra citata pubblicazione sul The Entomologist del 1904:
- Dolichisme
- Elachisme
- Florichisme
- Isachisme
- Marichisme
- Nanichisme
- Ochisme, l'unico che non fa riferimento ad un nome di donna ("Oh! baciami")
- Peggichisme

Nel 1912, dopo la sua morte e a 8 anni dalla pubblicazione, la Zoological Society of London criticò formalmente Kirkaldy per la frivolezza usata nella scelta dei nomi. Non mancano, in letteratura, le malignità in merito: si presume che questo tardivo biasimo, postumo e a otto anni di distanza, derivi dalla scoperta da parte di un membro della Society allorché pronunciò i nomi all'inglese . Malgrado ciò, i nomi mantengono la loro ufficialità scientifica e restano tali in ossequio alla scelta dell'Autore, secondo la consolidata tradizione della nomenclatura zoologica. Allo scopo di prevenire, presumibilmente, giochi di parole, attualmente l'International Commission of Zoological Nomenclature (ICZN) vieta, nell'attribuzione di nuovi nomi scientifici, la combinazione di nomi, verbi e pronomi .
La vicenda dei "desideri reconditi" di Kirkaldy suscita curiosità e ilarità, fuori dalla comunità scientifica, in quanto è largamente citata nei blog e nei forum.
| Kirkaldy è l'abbreviazione standard utilizzata per le specie animali descritte da George Willis Kirkaldy. Categoria:Taxa classificati da George Willis Kirkaldy |